# Cho Nam-joo
Cho Nam-Joo (Seúl, Corea del Sur, 1978) es una escritora coreana, autora del best-seller Kim Ji-young, nacida en 1982. Antes de convertirse en novelista, Cho Nam-joo trabajó como guionista de televisión. Decidió dejar su trabajo para quedarse en casa y criar a su hija.
Cho Nam-Joo estudió sociología en la Universidad de Mujeres Ewha. Durante diez años trabajó escribiendo en programas de televisión de actualidad, hasta que renunció para cuidar a su hija. Después, encontró dificultades para retomar su carrera. Esto la llevó a empezar a juntar artículos y datos sociológicos para escribir una biografía ficticia de una mujer promedio en Corea, desde su nacimiento hasta el presente, lo que se convertiría en su tercera novela Kim Ji-young, nacida en 1982.
La publicación del libro de Cho Nam-joo, Kim Ji-young, nacida en 1982, coincidió con el movimiento #MeToo en Corea del Sur y retrata la inequidad de género que existe en el país desde que son niños hasta la discriminación y el acoso en el espacio de trabajo. El libro también ha tenido influencia política, siendo que varias leyes normativas con la intención de combatir la discriminación laboral y salarial han sido bautizadas como "leyes Kim Ji-young".